# Saxifraga subaequifoliata
Saxifraga subaequifoliata är en stenbräckeväxtart som beskrevs av Edgar Irmscher. Saxifraga subaequifoliata ingår i Bräckesläktet som ingår i familjen stenbräckeväxter. Inga underarter finns listade i Catalogue of Life.